# Rockmaskinen
Rockmaskinen var navnet på et spillested, der fra 1978-1982 lå i Fredens Ark på Christiania. Rockmaskinen var et arnested for den spirende punk-scene i Danmark i slutningen af 1970'erne og starten af 1980'erne.
Af markante danske bands indenfor genren punk, postpunk og new wave, som frekventerede Rockmaskinen var bl.a. Sods (sen. Sort Sol), Brats (punk- og punk-metal band, der sen. blev til Mercyful Fate), Ballet Mécanique (tidligt Martin Hall band), ADS (punkband med Lars Top-Jensen (sen. Sort Sol) og Stig Pedersen (sen. D-A-D)), City-X, Art in Disorder, No Knox, Before, Martin and the Martians, UCR, Tee Vee Pop, Razorblades, No Fun, Lost Kids, Bollocks, Gate Crashers, Prügelknaben, Pin-Ups, Radar, Feed Back m.fl.
Rockmaskinen har lejlighedsvis været åbnet for koncerter siden stedet lukkede som spillested i 1982. bl.a. i 2008, 2009, 2010, 2011, 2012, 2013, 2014 og 2015  hvor flere af de gamle punkbands genbesøgte spillestedet til en årlig koncert arrangeret via. facebook-gruppen "Gammeltorv 81". Arrangementerne har gået under betegnelsen Nostaligurato – en slet skjult reference til den danske punk- og post-punk festival Nosferatu (festival), der blev afholdt i 1982 og '83.